# Taungû

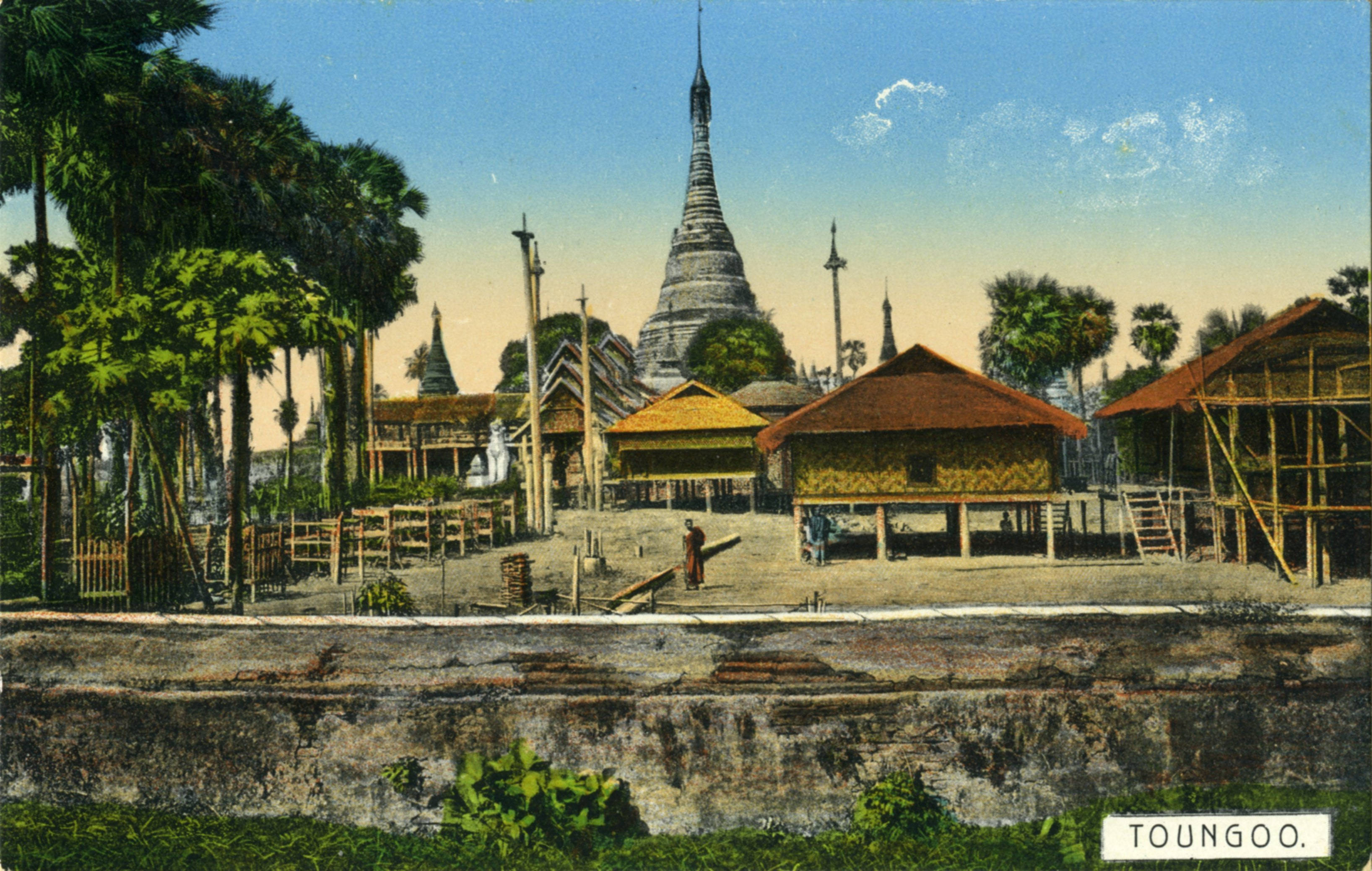
Taungû. Postal antigo (Ahuja)

Taungû (birmanês တောင်ငူမြို့, MLCTS=taung ngu mrui, ou Toungou) é uma cidade da Birmânia (Myanmar) situada no norte do Pegú, a 220 km de Rangoon. Encontra-se no vale de Sittang, rodeada de serras ao oeste e este.
Tinha aproximadamente 65800 habitantes no recenseamento de 1983 ; 110 000 en 2007. A sua  principal indústria é a exploração foresteira do teca e outras madeiras duras. A cidade também é conhecida por suas nozes de Areca, ao ponto que um provérbio birmanes comparar alguém que teve uma sorte inesperada a um "amante de betel ganhando uma viagem a Taungû".

## História

### Dinastia Taungû(1486-1752)
Taungû é a cidade de origem e a primeira capital do segundo império birmanes (até 1539). A  dinastia perdeu a cidade algumas vezes: em 1550 (por menos de um ano), em 1599 (até 1610), etc.

### Segunda Guerra mundial
De 24 a 30 de Março de 1942 ali aconteceu a "Batalha de Taungû" : a cidade é situada na estrada de Mandalay e controlava uma ponte sobre a Sittang abrindo accesso para leste, aos territórios Karen, e para o norte aos Estados Shan e ao Yunnan.
A 200a divisão chinesa fortificou-se ali desde o 8 de Março de 1942, com intenção de parar com o avanço das forças japonesas. Teve que recuar para o norte depois de intensos combates.

## Hoje
Em razão da sua história tumultuosa, a cidade possui poucos vestígios históricos, salvo as suas muralhas de tijolo (danificadas no sul). A maior parte do fosso, de 9.6 m de largura, está sem água, exceto algumas seções a leste, que estão bem conservadas.
Na parte oriental do distrito de Taungû vivem numerosos Karens.